# Michael Hornsby
Michael Hornsby – językoznawca, dr hab. nauk humanistycznych, profesor uczelni i kierownik Pracowni Studiów Celtyckich Wydziału Anglistyki Uniwersytetu im. Adama Mickiewicza w Poznaniu.

## Życiorys
1 lipca 2016 habilitował się na podstawie pracy zatytułowanej Revitalizing Minority Languages: New Speakers of Breton, Yiddish and Lemko. Został zatrudniony na stanowisku profesora uczelni i kierownika w Pracowni Studiów Celtyckich na Wydziale Anglistyki Uniwersytetu im. Adama Mickiewicza w Poznaniu.